# Colletes inuncantipedis
Colletes inuncantipedis là một loài Hymenoptera trong họ Colletidae. Loài này được Neff mô tả khoa học năm 2004.